# チャイルド本社
株式会社チャイルド本社（チャイルドほんしゃ）は、東京都文京区に本社を置く幼児教育専門の日本の出版社。児童書・教材・保育書の発行を主とする。主な出版物に幼稚園などへの直販誌『チャイルドブック』がある。

## 概要
- 代表者：代表取締役社長　大橋 潤
- 沿革
  - 1944年9月5日、帝国教育会出版部など数社が統合し、国民図書刊行会（株式会社）として設立、社長大橋貞雄[1]
  - 1960年にチャイルド本社と改称[1]。
- 本社所在地：東京都文京区小石川5-24-21
- チャイルド本社とチャイルド社

「チャイルド本社」と「チャイルド社」は資本関係もない全くの別会社。

## ひさかたチャイルドとの関連
チャイルド本社は幼稚園や保育施設への直販を主としていたため、後に販売会社・書店ルートの販売を行う目的で、関連会社として1981年に株式会社ひさかたチャイルドが設立された（創業地の東京都文京区小石川久堅〔ひさかた〕町に由来）。
チャイルド本社の月刊紙の上製本化を行い市販へ流通させている。また、ひさかたチャイルドオリジナルの上製本も出版している。
チャイルド本社が扱っている保育図書及び図鑑、大型絵本の市販流通に関しては、関連会社のひさかたチャイルドが担っている。